# 苯并呫吨酮

呫噸酮

苯并呫吨酮，分子式C17H10O2，可能指：
- 苯并[a]呫吨酮，CAS号：1931-53-9
- 苯并[c]呫吨酮，CAS号：63154-69-8

|  | 这个同类索引页列出了具有相同或相似标题的化学条目。 除非您是有意链接至本页，否则应将相应条目的内部链接指向正确的条目。 |